# Hawa Abdallah Mohammed Salih
Hawa Abdallah Mohammed Salih (àrab: حواء عبد الله محمد صالح, Ḥawāʾ ʿAbd Allāh Muḥammad Ṣāliḥ) és una activista sudanesa. Va néixer a Shamal Darfur, però va haver de marxar-ne a causa de les batalles entre les forces governamentals i els rebels de Darfur. Es va traslladar al camp de desplaçats interns d'Abu Shouk, on va treballar amb les Nacions Unides i amb l'ONG estatunidenca IRC per difondre informació i alertar sobre les condicions del camp. Pel seu activisme va ser detinguda fins a tres vegades, i segrestada i detinguda dos cops per la Seguretat Nacional, inclosa una vegada l'any 2011 en què va ser retinguda dos mesos, torturada i violada en la presó estatal de Khartum. Va haver de fugir del Sudan l'any 2011.
Va rebre el Premi Internacional Dona Coratge l'any 2012.
Amb data de 2013 demana asil als Estats Units.